# 格拉勃街

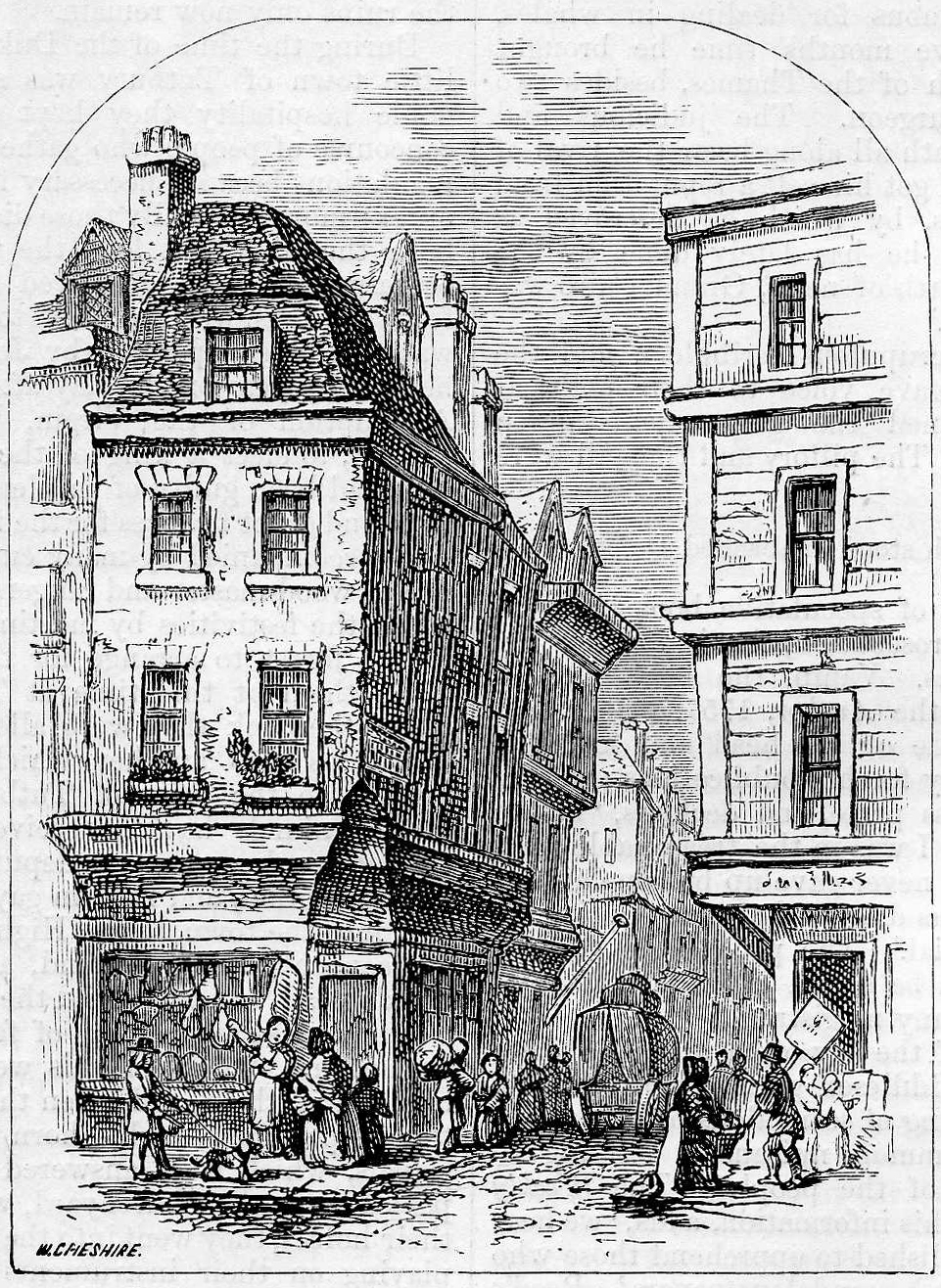
格拉勃街

格拉勃街（Grub Street），又译作“寒士街” ，是一条存在于十九世纪的靠近英国伦敦旧区穆菲尔兹（Moorfields）的街道，以其聚集了大量穷困的“寒士”（Hack writer，即“雇佣作家”）、野心勃勃的诗人以及低级出版商和销售商而出名。该街存在于伦敦新闻与文化世界的边缘，循其长度可以穿到巷道、公寓大楼的狭窄入口，许多地方都保留着早期的布告牌。它的波西米亚式社会处于该落后地段的廉租房、妓院和咖啡馆之中。
根据塞缪尔·约翰逊的《英语大辞典》之定义，该词“本是一个街道的名称……主要居住着写小史、字典、诗的写作人，这里任何低下的产品都统称为格拉勃街。”早期时候，约翰逊自己也在格拉勃街居住、工作。如今的格拉勃街的形象因亚历山大·蒲柏的作品《愚人记》而流行。中国作家郁达夫在《春风沉醉的夜晚》中称上海静安寺路为“Yellow Grub Street”（黄种人的寒士街）。
该街已不复存在，但格拉勃街自此成为对蹩脚作家、二流作品的蔑称。